# 傣亮语
傣亮语，又稱泰丹語、紅泰語，是越南西北與老撾普泰族中的一支紅泰人的母語。
傣亮人主要分布於越南的清化省，乂安省與和平省，人數約10万人。

## 分類系譜
傣亮语為壯侗語系語言，屬於台語支中的西南部台語支。

## 地理分布
傣亮族群人口約10万人， 主要居住地在越南，以泰丹語為母語者約8万人。
而在中國，红泰（傣亮）人主要居地在雲南，人口約 2,000（高立士 1999）。 他們又被鄰近地區的漢人與苗、瑤人稱為「旱傣」。
- 河口县桥头镇（分布於三個村落，石崖脚[5]、白尼[6]和方洛成；人口約 600 人）
- 马关县古林菁乡（分布於兩個村落，攀枝花[7] 和董棕[8]；人口約 500 人）

## 音系
傣亮语所有音节都有声母或复辅音，后跟元音或双元音, 韵尾可有可无。每个音节都带声调。如同其大多数亲属语言，傣亮语的声调相当多样化，共有7个声调。
傣亮语有5个非入声声调：
- 1. 中升降调：huu“耳”；taa“目”
- 2. 次高平调：say“蛋”；faa“折”
- 3. 低升嘎裂调：hay“哭”或“旱地”；haa“五”；naŋ“坐”
- 4. 中降调：naa“稻田”；cim“尝”
- 5. 高降嘎裂调：nɔŋ“年轻亲属”；haay“坏”

1调可以声门化。
傣亮语两个入声调：
- 2. 中高平调：lap“闭（眼）”；mat“跳蚤”或“捆成一束”；bɔɔk“花”
- 3. 低升调：moot“1”。据Gedney，这一调类的音节核一般都是双元音或长元音。

## 语法

### 形态
傣亮语常用连动结构，将复数个动词系在一个从句中。:653-659

### 句法
傣亮语的语序是主宾动语序，且因为动词屈折的缺乏，句法功能基本都由词序和前置介词实现。助词也高度功能化，常在句末表达疑问、祈使或引入熟悉程度或尊敬程度。

## 书写系统
傣亮语不同于其近亲白傣语和黑傣语，没有自己独特的书写系统，使用者可能用傣担文。